# There's No Leaving Now
| Recensione | Giudizio |
| ---------- | -------- |
| AllMusic   |          |

There's No Leaving Now è il terzo album dell'artista svedese The Tallest Man on Earth (pseudonimo di Kristian Matsson), pubblicato il 12 giugno 2012.

## Tracce
1. To Just Grow Away
2. Revelation Blues
3. Leading Me Now
4. 1904
5. Bright Lanterns
6. There's No Leaving Now
7. Wind and Walls
8. Little Brother
9. Criminals
10. On Every Page